# Grup de la calomelana
El grup de la calomelana és un grup de minerals de la classe dels halurs. Està format per tres espècies: la calomelana, que dona nom al grup, la kuzminita i la moschelita. Totes tres espècies cristal·litzen en el sistema tetragonal.
| Espècie    | Fórmula         |
| ---------- | --------------- |
| Calomelana | [Hg₂]²⁺Cl₂      |
| Kuzminita  | [Hg₂]²⁺(Br,Cl)₂ |
| Moschelita | [Hg₂]²⁺I₂       |

Segons la classificació de Nickel-Strunz, els minerals d'aquest grup pertanyen a «03.AA - Halurs simples, sense H₂O, amb proporció M:X = 1:1, 2:3, 3:5, etc.» juntament amb els següents minerals: marshita, miersita, nantokita, tocornalita, iodargirita, bromargirita, clorargirita, carobbiïta, griceïta, halita, silvina, vil·liaumita, salmiac, lafossaïta, neighborita, clorocalcita, kolarita, radhakrishnaïta, challacolloïta i hephaistosita.